# Jean Rostand
Jean Rostand (París (XVII distrito), 30 de octubre de 1894 - Ville-d'Avray (Hauts-de-Seine), Francia, 4 de septiembre de 1977), de nombre completo Jean Edmond Cyrus Rostand, fue un escritor, biólogo, filósofo, historiador de la ciencia y académico francés. Miembro de la Academia Francesa en la que ocupó la silla número 8.

## Datos biográficos
Hijo del dramaturgo Edmond Rostand y de la poetisa Rosemonde Gérard, Jean Rostand pasó su infancia en la Villa Arnaga, en Cambo-les-Bains (País Vasco francés).
Descubrió a la edad de 10 años los Souvenirs entomologiques del entomólogo francés Jean-Henri Fabre, libro que marcó su porvenir científico. Obtuvo su licencia en ciencias en la Facultad de Ciencias de París. Jean Rostand se instaló en Ville-d'Avray en 1922, tras la muerte de su padre en 1918.
Participó en la creación de la sección de biología del (museo) Palais de la découverte, en 1936. Después fundó en Ville d'Avray su propio laboratorio independiente manteniéndolo al margen de las estructuras universitarias a las que consideró limitantes. Muy interesado por el origen de la vida, condujo investigaciones sobre la biología de los anfibios (ranas, sapos y tritones entre otros), la partenogénesis, el efecto del frío sobre los huevos y promovió múltiples investigaciones sobre la herencia genética.
En un primer tiempo, Jean Rostand publicó ensayos filosóficos para luego dividir su tiempo entre la investigación científica y una abundante producción literaria y científica. Publicó también documentos de vulgarización de la biología por lo que recibió en 1959 el Premio Kalinga de vulgarización científica. En este sentido contribuyó a alertar a la opinión pública sobre los peligros de ciertas prácticas científicas que exponen a la humanidad a las consecuencias adversas de algunas manipulaciones eugenésicas.
Defendió, sin embargo, una forma de eugenesia, la llamada eugenesia positiva, aprobando algunos escritos de Alexis Carrel y la esterilización de las personas afectadas por formas muy graves de ciertas enfermedades mentales. Después de la Segunda Guerra Mundial, se le reprochó esta postura que recordaba la ley nazi de 1933, en un contexto en el que la eugenesia era una ideología todavía muy extendida, con autores como Julian Huxley que fue primer director de la UNESCO entre 1946 y 1948. 
En 1954, en Pensées d'un biologiste (Pensamientos de un Biólogo), admitió que «Todo lo que podemos hacer por nuestros hijos es escoger bien a su madre».
Científico, biólogo, moralista, Jean Rostand también se inscribió en la corriente del pacifismo. En este orden, militó contra el armamentismo nuclear. Declaró ser «ciudadano del mundo». Era agnóstico, librepensador (fue presidente de la «Fédération nationale de la Libre Pensée» hasta su muerte), y manifestó una gran apertura de espíritu y honestidad intelectual.
A partir de 1963, fue presidente de honor del «Mouvement contre l’armement atomique» (MCAA) (Movimiento contra el armamento nuclear), cuyo presidente y cofundador era Claude Bourdet. En 1965 firmó con Albert Schweitzer y el diputado polinesio John Teariki una protesta solemne contra los ensayos nucleares en Mururoa que el gobierno francés imponía a los habitantes de la Polinesia y de otros territorios del Pacífico. En febrero de 1968 firmó, junto con René Dumont, Théodore Monod, Bernard Clavel, Lanza del Vasto y decenas de personalidades, una carta de apoyo a los hombres que devolvían sus libretos militares al ministerio de Defensa para protestar contra la force de frappe nuclear, y apoyó el «Groupe d'action et de résistance à la militarisation» que tuvo la iniciativa del documento.
En su libro El correo de un biólogo Rostand (1970), expuso: "Crimen minúsculo, quizá, es matar a un ser humano de pocos días, que no mide más que unos milímetros… Pero, de todas formas, crimen, y al que el respeto a lo humano puede tener algo que decir" (p.91). En julio de 1971, se unió a Gisèle Halimi y Simone de Beauvoir para fundar el movimiento Choisir la cause des femmes que tenía entre sus principales objetivos la despenalización del aborto. Al año siguiente, en el proceso de Bobigny, Gisèle Halimi asumio la defensa de cuatro mujeres acusadas de haber practicado un aborto; Jean Rostand, así como el profesor Jacques Monod y otras personalidades del mundo de la política y de la cultura, aportó su testimonio a favor del aborto en ese juicio que marcó un hito en el camino hacia la aprobación de la ley Weil de 1975. Defendió que prefería proteger a quien da la vida, a saber la mujer. En su libro El hombre (1974) expuso desde la perspectiva científica de la biología que la vida humana inicia en la concepción.
Una de las citas que se le atribuyen es 

..la ciencia nos ha hecho dioses, antes de merecer ser hombres...

 Jean Rostand ingresó a la Academia francesa en 1959 y continuó con sus campañas de información en radio y televisión.
Se instaló en  Ville d'Avray en 1922 en el número 29 de la calle Pradier, en el predio que ocupó en vida la Valtesse de La Bigne, exitosa cortesana, actriz y escritora francesa. Ahí vivió hasta su muerte en 1977. Sus restos están inhumados en el cementerio de  Ville d'Avray.

## Reconocimientos
- Miembro de la Sociedad Zoológica de Francia (1950)[13]
- Gran premio literario de la ciudad de París. (1951)
- Presidente honorario de la Sociedad Zoológica de Francia (1953)
- Gran premio de la Fundación Singer Polignac (1955)
- Miembro de la Academia francesa (1959)
- Premio de la Educación otorgado por el Instituto de la Vida de la Fundación MGEN (Mutuelle générale de l'éducation nationale) (1975)
- Presidente honorario del congreso Libre-pensée (1976)
- Fundador del Frente Internacional Antinuclear. (1976)

## Obra literaria
- Le Retour des pauvres (París, Stock, 1919 - publié sous le pseudonyme de Jean Sokori)
- La Loi des riches (París, Grasset, 1920)
- Pendant qu'on souffre encore (París, Grasset, 1921)
- Ignace ou l'écrivain (París, Fasquelle, 1923)
- Deux Angoisses: la mort, l'amour (París, Fasquelle, 1924)
- De la vanité et de quelques autres sujets (París, Fasquelle, 1925)
- Les Familiotes et autres essais de mystique bourgeoise (París, Fasquelle, 1925)
- De l'amour des idées (París, Aveline, 1926)
- Le Mariage (París, Hachette, 1927)
- Valère ou l'exaspéré (París, Fasquelle, 1927)
- Julien ou une conscience (París, Fasquelle, 1928)
- Journal d'un caractère (París, Fasquelle, 1931)
- Pensées d'un biologiste (París, Stock, 1939)
- Nouvelles pensées d'un biologiste (París, Stock, 1947)
- Carnet d'un biologiste (París, Stock, 1959)
- Inquiétudes d'un biologiste (París, Gallimard, 1967)
- Le Courrier d'un biologiste (París, Gallimard, 1970)

## Obra científica
(en francés)
- Les Chromosomes, artisans de l'hérédité et du sexe (París, Hachette, 1928)
- La Formation de l'être. Histoire des idées sur la génération (París, Hachette, 1930)
- De la mouche à l'homme (París, Fasquelle, 1930)
- L'état présent du transformisme (París, Stock, 1931)
- L'Évolution des espèces. Histoire des idées transformistes (París, Hachette, 1932)
- L'Aventure humaine (París, Fasquelle, 3 volumes, 1933-1935)
- La Vie des crapauds (París, Stock, 1933)
- Les Problèmes de l'hérédité et du sexe (París, Rieder, 1933)
- En collaboration avec Augustin Boutaric et Pierre Sergescu: Les Sciences. Les sciences mathématiques, les sciences biologiques, les sciences physico-chimiques, (París, Denoël, 1933)
- La Vie des libellules (París, Stock, 1935)
- Insectes (París, Flammarion, 1936)
- En collaboration avec Lucien Cuénot: Introduction à la génétique (París, Tournier et Constans, 1936)
- La Nouvelle Biologie (París, Fasquelle, 1937)
- La Parthénogenèse des vertébrés (París, Hermann, 1938)
- Claude Bernard (París, Gallimard, 1938)
- Biologie et Médecine (París, Gallimard, 1939)
- La Vie et ses problèmes (París, Flammarion, 1939)
- Science et Génération (París, Fasquelle, 1940)
- L'homme. Introduction à l'étude de la biologie humaine (París, Gallimard, 1941)
- Les Idées nouvelles de la génétique (París, P.U.F., 1941)
- L'Homme, maître de la vie (París, Poulet-Malassis, 1941)
- Hommes de vérité. Tome 1: Pasteur, Claude Bernard, Fontenelle, La Rochefoucauld (París, Stock, 1942)
- La Genèse de la vie. Histoire des idées sur la génération spontanée (París, Hachette, 1943)
- L'Avenir de la biologie (París, Poulet-Malassis, 1943)
- La Vie des vers à soie (París, Gallimard, 1944)
- Esquisse d'une histoire de la biologie (París, Gallimard, 1945)
- L'Avenir de la biologie (París, Éditions du Sablon, 1946)
- Qu'est-ce qu'un enfant? (Alençon, Imprimerie Alençonnaise, 1946)
- Charles Darwin (París, Gallimard, 1947)
- Hommes de vérité. Tome 2: Lamarck, Davaine, Mendel, Fabre, Barbellion (París, Stock, 1948)
- L'Homme devant la biologie (París, Poulet-Malassis, 1949)
- La Parthénogenèse, reproduction virginale chez les animaux (París, Poulet-Malassis, 1949)
- La Parthénogenèse animale (París, P.U.F., 1949)
- La Biologie et l'avenir humain (París, Albin Michel, 1950)
- Les Grands courants de la biologie (París, Gallimard, 1951)
- Les Origines de la biologie expérimentale et l'abbé Spallanzani (París, Fasquelle, 1951)
- La Génétique des Batraciens (París, Hermann, 1951)
- L'Hérédité humaine (París, PUF, "Que sais-je?", 1952)
- Pages d'un moraliste (París, Fasquelle, 1952)
- Ce que nous apprennent les crapauds et les grenouilles (París, Poulet-Malassis, 1953)
- Ce que je crois (París, Grasset, 1953)
- Instruire sur l'homme (Nice, Éditions médicales La Diane Française, 1953)
- La Vie, cette aventure. Entretiens avec Paul Bodin (París, La Table ronde, 1953)
- Notes d'un biologiste (París, Les pharmaciens bibliophiles, 1954)
- Les Crapauds, les grenouilles et quelques problèmes biologiques (París, Gallimard, 1955)
- Le Problème biologique de l'individu (París, Poulet-Malassis, 1955)
- L'Atomisme en biologie (París, Gallimard, 1956)
- Peut-on modifier l'homme? (París, Gallimard, 1956)
- L'Homme de l'an 2000 (París, Société Parísienne d'imprimerie, 1956)
- Science fausse et fausses sciences (París, Gallimard, 1958)
- Aux sources de la biologie (París, Gallimard, 1958)
- Bestiaire d'amour (París, Gallimard, 1958)
- Anomalies des Amphibiens anoures(París, Sedes, 1958)
- Carnet d'un biologiste (París, Stock, 1959)
- Les Origines de la biologie expérimentale (París, Poulet-Malassis, 1959)
- Espoir et Inquiétudes de l'homme (París, Club du Meilleur Livre, 1959 )
- Discours de réception de Jean Rostand à l'Académie française et Réponse de Jules Romains (París, Gallimard, 1959)
- L'Évolution (París, Robert Delpine, 1960)
- La Biologie et les Problèmes humains (París, Cercle Parísien de la Ligue Française de l'Enseignement, 1960)
- La Biologie inventrice (París, Éditions du Palais de la Découverte, 1961)
- Aux Frontières du surhumain (París, UGE, 1962)
- Avec Andrée Tétry: La Vie (París, Larousse, 1962)
- Le Droit d'être naturaliste (París, Stock, 1963)
- Biologie et Humanisme (París, Gallimard, 1964)
- Hommes d'autrefois et d'aujourd'hui (París, Gallimard, 1966)
- Maternité et Biologie (París, Gallimard, 1966)
- Inquiétudes d'un biologiste (París, Gallimard, 1967)
- Le Courrier d'un biologiste (París, Gallimard, 1970)
- Quelques discours (1964-1970) (París, Club humaniste, 1970)
- Les Étangs à monstres. Histoire d'une recherche (1947-1970) (París, Stock, 1971)
- Avec Andrée Tétry: L'Homme. Initiation à la biologie (París, Larousse, 1972)
- Entretiens avec Eric Laurent (París, Stock, 1975)